# Mananan Tanana
Mananan Tanana – rzeka na Madagaskarze, w prowincji Fianarantsoa. Swoje źródła ma na Płaskowyżu Centralnym, na południe od miasta Fianarantsoa. Uchodzi do rzeki Matsiatra.